# Rosa Virginia Sánchez
Rosa Virginia Sánchez García (Ciudad de México, 12 de diciembre de 1959) es una investigadora e intérprete de música tradicional mexicana. Es especialista en música de la Huasteca, especialmente la lírica de los huapangos de esta región y estudiosa de la canción popular en el cine mexicano. 

## Trayectoria
Es licenciada en Educación Musical por el Centro Morelense de las Artes e investigadora del área de Etnomusicología del Centro Nacional de Investigación, Documentación e Información Musical (CENEDIM), del Centro Nacional de las Artes, desde 1985, donde además desempeñó el cargo de Coordinadora del Área de Investigación entre 1989 y 1992. Asimismo, de 1989 a 1994 fue miembro del Consejo Editorial de la revista Heterofonía que publica el mismo centro. Es especialista en música de la huasteca, especialmente la lírica de los huapangos de esta región y estudiosa de la canción popular en el cine mexicano.
Fue gerente de la radiodifusora XHIMER OPUS 94 del Instituto Mexicano de la Radio en 2002. Desde 2003 es miembro del Comité de Redacción de la Revista de Literaturas Populares, que dirige Margit Frenk de la Facultad de Filosofía y Letras de la UNAM. Desde 2005 imparte las clases de Etnomusicología y Música Popular mexicana en la Licenciatura en Música del Centro Morelense de las Artes.
Ha participado en diversos encuentros y seminarios nacionales e internacionales, como el Coloquio sobre Folclor Literario en México (El Colegio de Michoacán, 2001); el Encuentro 2007. El son de México: raíces étnicas y comunidades sin fronteras (Universidad de Riverside, California 2007); y el VI Congreso Internacional de “Lyra mínima” (San Millán de la Cogolla, España, 2010). Como intérprete musical participado en eventos culturales al interior de la República mexicana, así como en diversas ciudades en el extranjero: Nagoya, Japón; Córdoba y Buenos Aires, Argentina; Barcelona y Jerez de la Frontera, España, y Washington, Estados Unidos.
Cómo intérprete domina el violín y la guitarra huapanguera.

## Distinciones
- Premio al Desempeño Académico en Investigación, Instituto Nacional de Bellas Artes, 2001.
- Becaria del Fondo Nacional para la Cultura y las Artes, 2007

## Publicaciones
- “Las canciones de Agustín Lara: una lectura entre líneas” en Agustín Lara: otras lecturas, coordinado por Aurelio Tello, México: Universidad Veracruzana, s/f.
- “La lírica del son huasteco” en Enciclopedia de la Literatura en México, Fundación para las Letras Mexicanas, s/f.  Disponible en http://www.elem.mx/
- Rosa Virginia Sánchez García, Antología poética del son huasteco tradicional. Transcripciones musicales, Francisco Tomás Aymerich, México: Centro de Investigación, Documentación e Información Musical Carlos Chávez/INBA, 2009; 524 pp.[5]